# Подарунок для слона
«Подарунок для слона» (рос. Подарок для слона) — радянський мальований мультиплікаційний фільм за казками Олександра Костинського.
Тигреня та його друзі вирушають на день народження Слона, а Зла Дюдюка даремно намагається посварити дружних звірів.

## Сюжет
На острів прилітає на парасольці зла чарівниця Дюдюка Барбідокська, яка хоче пересварити всіх друзів. Тигреня, Мавпа і Жабеня йдуть на день народження Слона. Там на них чекають друзі: Папуга, Бегемот, Крокодил та Черепаха. Вони вже приготували Слонові подарунок – фотоапарат. Зла Дюдюка будує їм підступи дорогою, але з друзями нічого не трапляється. Тоді лиходійка видаляє з апарата важливий елемент - пташку, що вилітає з об'єктива. Друзі не засмучуються і намагаються виступити самі замість пташки. Спочатку пташкою було Тигреня, потім Мавпянка, але на знімку всі виходили смугастими або вухатими, а тому сумними. Але потім згадали, що серед присутніх гостей є птах — Папуга. День народження закінчується дружньою фотографією та чаюванням з ананасовим тортом. А на Дюдюку, яка зі злості вдарилася головою об пальму, упав кокосовий горіх.

## Творці
- Автор сценарію Олександр Костинський
- Режисер Юрій Бутирін
- Художник-постановник Олександр Єлізаров
- Оператор Ернст Гаман
- Композитор Ігор Єгіков
- Автор тексту пісень Володимир Антонов
- Звукооператор Неллі Кудріна
- Помічники: Галина Чернікова, Лідія Денисова, Л. Хорошкова, Олена Строганова
- Художники: Семен Петецький, Вадим Меджибовський, Іван Самохін, Борис Тузанович, Володимир * Спорихін, Жанна Корякіна
- Ролі озвучували: Раїса Мухаметшина - Дюдюка Барбідокська,

Зінаїда Наришкіна — Мавпочка / Черепаха,
Рогволд Суховерко - Слон,
Клара Румянова — Тигреня / Жабеня,
Ірина Воронцова — вокал/ Крокодил,
Олександр Маркелов - Папуга / Бегемот,
- Монтажник Галина Дробініна
- Редактор Тетяна Бородіна
- Директор Лідія Варенцова